# Tilghman Island
Tilghman Island är en så kallad census-designated place som omfattar ön Tilghman Island i Talbot County i Maryland. Vid 2010 års folkräkning hade Tilghman Island 784 invånare.